# Карабулат
Карабулат — село в Україні, у Скадовському районі Херсонської області. Населення становить 165 осіб.

## Історія
До 2016 року село носило назву Ленінське.
24 лютого 2022 року село тимчасово окуповане російськими військами під час російсько-української війни.

## Населення
Згідно з переписом УРСР 1989 року чисельність наявного населення села становила 134 особи, з яких 62 чоловіки та 72 жінки.
За переписом населення України 2001 року в селі мешкали 164 особи.

### Мова
Розподіл населення за рідною мовою за даними перепису 2001 року:
| Мова       | Відсоток |
| ---------- | -------- |
| українська | 96,97 %  |
| російська  | 3,03 %   |